# 多媒体框架
多媒体框架是一种在电脑上处理媒体并经网络传播的软件框架。一个良好的多媒体框架提供了一个直观的API和一个模块化的架构而易于添加对新的音频、视频和容器格式以及传输协议的支持。这意味着可以被媒体播放器和音频视频编辑器之类的程序支持，但也能被用于编译视频会议程序、媒体转换器及其他多媒体工具。数据在模块上自动处理，无需应用程序在一对一连接的模块之间传送缓冲。
相对于功能库而言，一个多媒体框架提供了一个用于媒体处理的运行时环境。在观念上这类环境提供了从使用框架的应用中分离的用于媒体处理区块的执行语境。这种分离支持及时的独立的多媒体数据处理。这些分离的语境可以线程实现。